# Kim Tae-yeon (football)
Pour les articles homonymes, voir Kim Tae-yeon.
Kim Tae-yeon est un footballeur sud-coréen né le 27 juin 1988 à Séoul. Il évolue au poste de milieu de terrain.

## Biographie
Kim Tae-yeon commence sa carrière professionnelle au Japon, avec le club du Vissel Kobe. Avec ce club, il dispute 5 matchs en 1re division japonaise.
En 2008, il rejoint le club d'Ehime FC, puis en 2009 s'engage avec le Mito HollyHock. En 2010, il signe au Fagiano Okayama, et enfin en 2011 il rejoint le Tokyo Verdy.
Kim Tae-yeon retourne par la suite dans son pays natal, en signant avec le club de Daejeon Citizen.